# Ниже её губ
«Ниже её губ» (англ. Below Her Mouth) — канадский художественный фильм 2016 года, снятый режиссёром Эйприл Маллен по сценарию Стефани Фабризи. Премьера состоялась 10 сентября 2016 года на 41-м кинофестивале в Торонто.

## Сюжет
Жасмин, молодая и привлекательная особа, полностью удовлетворена своей жизнью. Она имеет перспективную должность редактора модного журнала и готовится к свадьбе с прекрасным и любящим парнем. Но неожиданно на горизонте её судьбы объявляется дерзкая лесбиянка Даллас, готовая на всё, дабы завоевать сердце и тело Жасмин.

## В ролях
- Эрика Линдер — Даллас
- Натали Крилл — Жасмин
- Томми-Эмбер Пири — Куинн
- Элиз Бауман — Бриджет[1]
- Мэйко Нгуен — Жослин
- Мелани Лейшман — Клэр
- Себастьян Пиготт — Райли
- Даниэла Барбоза — Дезире

## Критика
- Guy Lodge. Film Review: ‘Below Her Mouth’ Архивная копия от 11 июля 2020 на Wayback Machine, Variety
- Frank Scheck. 'Below Her Mouth': Film Review, The Hollywood Reporter
- Jude Dry. ‘Below Her Mouth’ Is What Lesbian Porn Would Look Like If It Were Actually Made By Lesbians — Review, IndieWire